# Pou del Dineral
El Pou del Dineral és una obra de Prades (Baix Camp) inclosa a l'Inventari del Patrimoni Arquitectònic de Catalunya.

## Descripció
Restes d'un pou de gel situat a la zona dels Plans, a tocar d'una pista forestal. Té una estructura de planta circular bastida amb pedra seca, de la qual sols es conserven algunes parts dels murs. Es pot intuir el clot del pou. Aproximadament té uns 10 metres de diàmetre i 3 metres de profunditat.

## Història
No s'ha trobat cap documentació que faci referència a aquest pou, tot i que podria tractar-se d'un dels que s'indiquen com a derruïts en un document de Prades del 1707.